# Advanced boiling water reactor

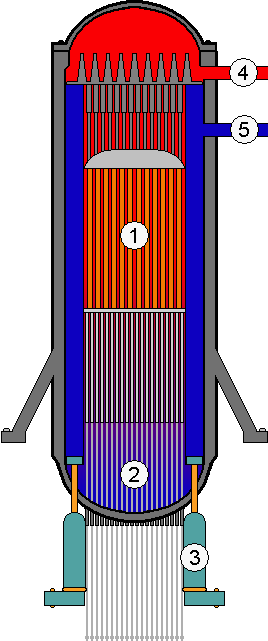
Schema van een ABWR
1: reactorkern 2: regelstaven 3: circulatiepompen 4: stoom naar turbine 5: voedingswater van condensor

Een advanced boiling water reactor ('geavanceerde kokendwaterreactor', ABWR) is een generatie III-kernreactor ontworpen door General Electric, gebaseerd op de kokendwaterreactor (boiling water reactor, BWR). Een van de belangrijkste veranderingen in het ontwerp is dat de recirculatiepompen en -buizen aan de binnenkant van het reactordrukvat zitten, waardoor de kans op lekkage vermindert.
Dit type is geschikt voor een kerncentrale om kernenergie te produceren uit kernbrandstof.

## ABWR-reactoren
- Kernenergiecentrale Kashiwazaki-Kariwa, Japan, in bedrijf sinds 1996-1997
- Kernenergiecentrale Hamaoka, Japan in bedrijf
- Lungmen in Taiwan, in aanbouw
- Shimane, Japan, in aanbouw
- Kerncentrale Fukushima I, reactoren 7 (oktober 2013) en 8 (oktober 2014) gepland (geannuleerd)